# Robert Vansittart (1er baron Vansittart)
Pour les articles homonymes, voir Robert Vansittart.
Robert Gilbert Vansittart (25 juin 1881 – 14 février 1957), 1er baron Vansittart, est un haut fonctionnaire et diplomate britannique qui dirige le Foreign Office dans les années 1930 et s’oppose à la politique d’apaisement contre l’Allemagne nazie.

## Biographie
Ancien élève d’Eton College, il entre dans le service diplomatique en 1902 et est attaché d’ambassade à Paris entre 1903 et 1905 et participe à la conférence de la Paix à Versailles en 1919.
Vansittart devient premier secrétaire particulier du premier ministre de 1928 à 1930, puis secrétaire permanent du Foreign Office de 1930 à 1938. Méfiant vis-à-vis d’Adolf Hitler dès l’arrivée au pouvoir des nazis, il s’oppose dans les années 1930 à la politique d'apaisement et pousse au réarmement et à l’alliance avec la France et la Russie. Il affronte des membres de la Chambre des lords, notamment Lord Lothian, Lord Cecil ou Lord Londonderry, qui sont en contact avec Joachim von Ribbentrop, alors conseiller diplomatique principal d’Adolf Hitler, et considèrent que l'opinion britannique souhaite une alliance avec l'Allemagne ; Vansittart écrit des mots très durs contre ces Lords qu’il qualifie d’« amateurs ambulants ». Il fait partie des conseillers officieux de Winston Churchill, alors très isolé dans son opposition à la politique d’apaisement et qui partage ses idées, en lui fournissant des informations importantes.
Ses critiques antinazies deviennent trop virulentes aux yeux du premier ministre Arthur Neville Chamberlain, qui les qualifie d’« hystériques ». Le 1er janvier 1938, il est destitué du Foreign Office et remplacé par Alexander Cadogan, et reçoit le titre purement honorifique de premier conseiller diplomatique du Gouvernement. Churchill est consterné par son éviction et la considère comme une victoire du lobby pacifiste. 
Robert Vansittart résume devant des membres du Parlement, en septembre 1939, ce qu’il voit comme les causes de la Seconde Guerre mondiale qui commence : « Nous sommes en guerre à nouveau parce que, depuis vingt ans, nous avons pris les Français pour des Allemands et les Allemands pour des Français ! » Il signifie par cette boutade que le Royaume-Uni a commis l’erreur de penser que la France est redevenue une puissance dominante en Europe et qu’il fallait compenser ce retour en force de la France en s'appuyant sur l’Allemagne. Cette politique sur-estimait la France, gravement affaiblie malgré sa victoire de 1918, et sous-estimait également la puissance du Reich, restée intacte malgré la défaite. 
Durant la guerre, il soutient la thèse par laquelle tous les Allemands, nazis ou pas, soutiennent la politique d’Hitler et devient l’inspirateur du plan Morgenthau, qui vise à transformer le Reich allemand en pays agricole, après le démantèlement total de son industrie et la division de son territoire.
Il épouse Sarita († 1985), fille du sculpteur francophone Herbert Ward.

## Sources
- Maurice Cowling, The Impact of Hitler: British Policy and British Politics 1933-1940, Chicago University Press, Chicago, 1977, p. 156-159.